# Franck-Jules-Léon Cazanove
Franck-Jules-Léon Cazanove, francoski general, * 1881, † 1960.